# 한국프로농구 1997-98
1997 ~ 1998 FILA배 프로 농구는 FILA 타이틀을 단 두 번째 시즌이자 한국프로농구의 2번째 시즌이다. 총 10개 구단이 참여했으며 1997년 11월 8일 개막했다. 총 5라운드에 걸쳐 225경기를 치렀으며 한 팀당 45경기를 치렀다.

## 달라진 점
- 플레이오프 제도를 손보아 6강 플레이오프와 4강 플레이오프를 모두 5전 3선승제로 변경했다.
- 외국 선수 교체는 4주 이상 부상일 때 한 팀당 1회 가능하도록 했다.
- 타임 아웃을 전반 2회, 후반 3회 사용할 수 있도록 했다.
- 경기 종료 3분 전 필드골 성공시 경기 시간을 정지했다.
- 시범 경기 제도를 도입하여 각 팀당 4경기씩 총 20경기를 개최했다.
- 샐러리 캡을 10억에서 9억으로 낮췄다.
- 신인 드래프트 참가자의 나이 제한 규정을 두었다.

## 정규 리그
| 성적 | 팀                     | 승 | 패 | 승률  | 승차 | 비고        |  |
| ---- | ---------------------- | -- | -- | ----- | ---- | ----------- |  |
| 1    | 대전 현대 다이냇       | 31 | 14 | 0.689 | -    | 4강 PO 직행 |  |
| 2    | 경남 LG 세이커스       | 28 | 17 | 0.622 | 3    | 4강 PO 직행 |  |
| 3    | 부산 기아 엔터프라이즈 | 26 | 19 | 0.578 | 5    | 6강 PO      |  |
| 4    | 원주 나래 블루버드     | 26 | 19 | 0.578 | 5    | 6강 PO      |  |
| 5    | 대구 동양 오리온스     | 23 | 22 | 0.511 | 8    | 6강 PO      |  |
| 6    | 인천 대우증권 제우스   | 22 | 23 | 0.489 | 9    | 6강 PO      |  |
| 7    | 광주 나산 플라망스     | 21 | 24 | 0.467 | 10   |             |  |
| 8    | 안양 SBS 스타즈        | 18 | 27 | 0.400 | 13   |             |  |
| 9    | 수원 삼성 썬더스       | 17 | 28 | 0.378 | 14   |             |  |
| 10   | 청주 SK 나이츠         | 13 | 32 | 0.289 | 18   |             |  |

## 최종 순위
| 성적 | 팀                     | 승 | 패 | 승률  | 승차 | 비고      |
| ---- | ---------------------- | -- | -- | ----- | ---- | --------- |
| 1    | 대전 현대 다이냇       | 31 | 14 | 0.689 | -    | 통합 우승 |
| 2    | 부산 기아 엔터프라이즈 | 26 | 19 | 0.578 | 5    |           |
| 3    | 경남 LG 세이커스       | 28 | 17 | 0.622 | 3    |           |
| 4    | 대구 동양 오리온스     | 23 | 22 | 0.511 | 8    |           |
| 5    | 원주 나래 블루버드     | 26 | 19 | 0.578 | 5    |           |
| 6    | 인천 대우증권 제우스   | 22 | 23 | 0.489 | 9    |           |
| 7    | 광주 나산 플라망스     | 21 | 24 | 0.467 | 10   |           |
| 8    | 안양 SBS 스타즈        | 18 | 27 | 0.400 | 13   |           |
| 9    | 수원 삼성 썬더스       | 17 | 28 | 0.378 | 14   |           |
| 10   | 청주 SK 나이츠         | 13 | 32 | 0.289 | 18   |           |

## 시즌 화제
- 대전 현대 다이냇이 지난 시즌의 충격적인 부진을 딛고 이상민과 용병 조니 맥도웰 등의 활약에 힘입어 정규리그 1위를 차지했고 포스트 시즌을 거쳐 통합 우승을 거머쥐었다.
- 허재는 대한민국 프로 농구 역사상 처음이자 유일하게 챔피언 결정전 준우승 팀에서 플레이오프 MVP를 차지했다.

## 포스트시즌
| KBL                                       | KBL                                            | KBL                                                   |
| ----------------------------------------- | ---------------------------------------------- | ----------------------------------------------------- |
| 이전 대회                                 | 1997-98 FILA 프로 농구 (1997.11.8 ~ 1998.4.11) | 다음 대회                                             |
| 1997 FILA 프로 농구 (1997.2.1 ~ 1997.5.1) | 1997-98 FILA 프로 농구 (1997.11.8 ~ 1998.4.11) | 1998-99 현대 걸리버 프로 농구 (1998.11.8 ~ 1999.4.16) |